# Naskh

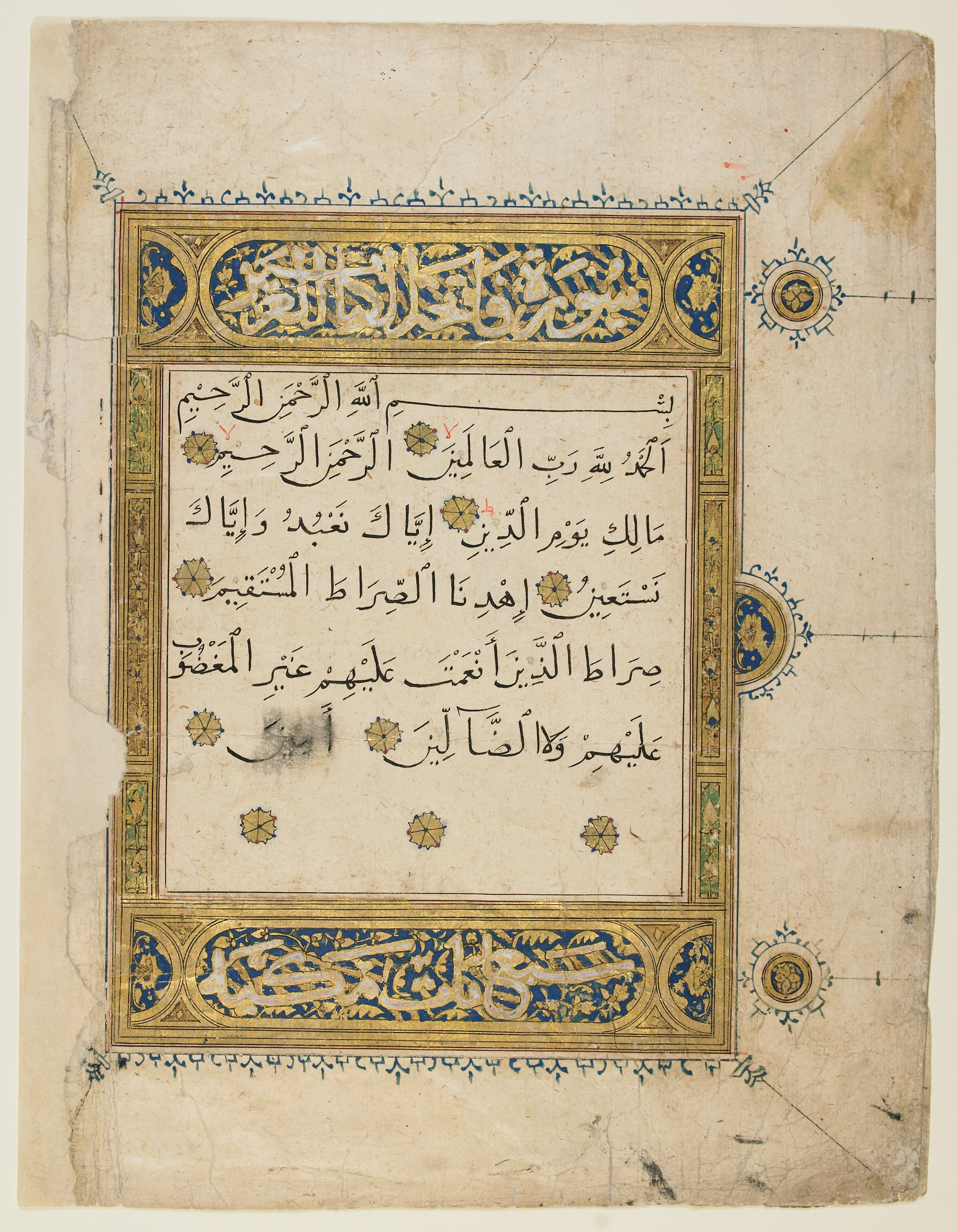
Sūra al-Fātiḥa - Carattere Naskhi

Naskh (in arabo نسخ‎?, naskh), anche conosciuto come naskhī, naskhi o dal nome turco nesih, è uno stile calligrafico di scrittura per l'alfabeto arabo che si pensa sia stato inventato dal calligrafo persiano Ibn Muqlah Shirazi (in arabo  إبن مقلهٔ شيرازي‎?).
La radice del termine arabo <n-s-kh> (in arabo نسخ‎?) significa "copiare" e si riferisce o al fatto che ha sostituito il suo predecessore, la scrittura con caratteri cufici, o al fatto che lo stile permette una più veloce copiatura dei testi.
Con alcune piccole modifiche, è lo stile comunemente più usato per la stampa di lingue sindhi, Pashto, persiana e araba.